# Benessa
|                                   |  |  |
| Tre stemmi della famiglia Benessa |  |  |

La famiglia Benessa (nelle fonti anche Benescia, in croato anche Beneša o Benešić) fu una famiglia nobile della Repubblica di Ragusa.

## Storia
Le origini della famiglia rimangono per lo più oscure, ma secondo un'antica tradizione sarebbero originari da Cattaro. Dei Benessa furono Comes di Cattaro prima del 1200.
La famiglia fu suddivisa in vari rami e unita alle altre famiglie nobili ragusee da una serie di matrimoni che a loro volta diedero luogo ad ulteriori rami della casata. Fra di essi si ricordano i Bagante (anche Bacante, Bachante o Vacante): un ramo dei Benessa attestato nel XIV secolo.
Fra il 1440 e il 1640 contarono 49 membri del Maggior Consiglio, pari al 2,23% sul totale. In questi duecento anni, ottennero anche 93 cariche senatoriali (2,85%), 38 volte la qualifica di Rettore della Repubblica (1,60%), 65 membri del Minor Consiglio (3,00%) e 24 Guardiani della Giustizia (2,92%).
Il ramo principale della famiglia risulta estinto in corrispondenza del disastroso terremoto del 1667, che distrusse la città di Ragusa.

## Personalità notabili (in ordine cronologico)
- Damiano Benessa (? - 1540) - Poeta in lingua latina e greca, lasciò due volumi inediti contenenti dieci libri sulla morte di Cristo, tre libri di epigrammi, dodici libri di ecloghe e due libri di liriche, Un libro contenente satire. Suo figlio Matteo, buon poeta, versatissimo nella filosofia di Aristotile, di cui voltò dal greco in latino i libri sull'anima e li commentò assai dottamente.
- Pietro Benessa (1580 - 1642) - Studiò a Roma eloquenza e matematiche, addottorandosi a Bologna in diritto civile e canonico. Tornato a Ragusa, venne scelto dall'arcivescovo Fabio Tempestivo come suo vicario. Urbano VIII lo creò vescovo, nominandolo segretario di stato. Oltre alle lettere scritte a nome del pontefice, ne lasciò altre conservate dagli eredi, oltre a vari scritti inediti. Suo nipote fu lo scienziato e letterato Stefano Gradi.